# Estadi Comunal d’Andorra la Vella
Das Estadi Comunal d’Andorra la Vella ist ein Fußballstadion mit Leichtathletikanlage in der andorranischen Hauptstadt Andorra la Vella.

## Geschichte
Das Stadion wurde 1990 eröffnet und ist international hauptsächlich als Spielstätte der andorranischen Fußballnationalmannschaft bekannt, außerdem werden sämtliche Spiele der Primera Divisió, der heimischen Liga und des Pokals im Estadi Comunal ausgetragen. Das Stadion verfügt über eine Leichtathletikbahn.